# Divizia A 1989-1990
Sezonul 1989-1990 al Diviziei A a fost cea de-a 72-a ediție a Campionatului de Fotbal al României, și a 52-a de la introducerea sistemului divizionar. A început pe 23 august 1989 și s-a terminat pe 7 iunie 1990. Echipa Dinamo București a devenit campioană pentru a treisprezecea oară în istoria sa.

## Echipe

### Stadioane
| Steaua București   | Universitatea Craiova | Olt Scornicești | Flacăra Moreni          |
| ------------------ | --- | --- | ----------------------- |
| Steaua             | Central | Viitorul | Flacăra                 |
| Capacitate: 32.000 | Capacitate: 37.000 | Capacitate: 25.000 | Capacitate: 10.000      |
|                    | | |                         |
| Dinamo București   | Politehnica Timișoara | Argeș Pitești | Petrolul Ploiești       |
| Dinamo             | 1 Mai (Timișoara) | 1 Mai (Pitești) | Ilie Oană               |
| Capacitate: 15.032 | Capacitate: 40.000 | Capacitate: 17.500 | Capacitate: 20.000      |
|                    | | |                         |
| Jiul Petroșani     | UniversitateaPetrolulPolitehnicaInterBrașovCorvinulFarulBihorArgeșUniversitateaJiulBacăuFlacăraOltBucureștiEchipele din București: · Dinamo · Sportul · Steaua · VictoriaDivizia A 1989-1990 (România) DinamoSteauaSportulVictoria Locația echipelor din București. | UniversitateaPetrolulPolitehnicaInterBrașovCorvinulFarulBihorArgeșUniversitateaJiulBacăuFlacăraOltBucureștiEchipele din București: · Dinamo · Sportul · Steaua · VictoriaDivizia A 1989-1990 (România) DinamoSteauaSportulVictoria Locația echipelor din București. | Universitatea Cluj      |
| Jiul               | UniversitateaPetrolulPolitehnicaInterBrașovCorvinulFarulBihorArgeșUniversitateaJiulBacăuFlacăraOltBucureștiEchipele din București: · Dinamo · Sportul · Steaua · VictoriaDivizia A 1989-1990 (România) DinamoSteauaSportulVictoria Locația echipelor din București. | UniversitateaPetrolulPolitehnicaInterBrașovCorvinulFarulBihorArgeșUniversitateaJiulBacăuFlacăraOltBucureștiEchipele din București: · Dinamo · Sportul · Steaua · VictoriaDivizia A 1989-1990 (România) DinamoSteauaSportulVictoria Locația echipelor din București. | Municipal (Cluj-Napoca) |
| Capacitate: 30.000 | UniversitateaPetrolulPolitehnicaInterBrașovCorvinulFarulBihorArgeșUniversitateaJiulBacăuFlacăraOltBucureștiEchipele din București: · Dinamo · Sportul · Steaua · VictoriaDivizia A 1989-1990 (România) DinamoSteauaSportulVictoria Locația echipelor din București. | UniversitateaPetrolulPolitehnicaInterBrașovCorvinulFarulBihorArgeșUniversitateaJiulBacăuFlacăraOltBucureștiEchipele din București: · Dinamo · Sportul · Steaua · VictoriaDivizia A 1989-1990 (România) DinamoSteauaSportulVictoria Locația echipelor din București. | Capacitate: 28.000      |
|                    | UniversitateaPetrolulPolitehnicaInterBrașovCorvinulFarulBihorArgeșUniversitateaJiulBacăuFlacăraOltBucureștiEchipele din București: · Dinamo · Sportul · Steaua · VictoriaDivizia A 1989-1990 (România) DinamoSteauaSportulVictoria Locația echipelor din București. | UniversitateaPetrolulPolitehnicaInterBrașovCorvinulFarulBihorArgeșUniversitateaJiulBacăuFlacăraOltBucureștiEchipele din București: · Dinamo · Sportul · Steaua · VictoriaDivizia A 1989-1990 (România) DinamoSteauaSportulVictoria Locația echipelor din București. |                         |
| Farul Constanța    | UniversitateaPetrolulPolitehnicaInterBrașovCorvinulFarulBihorArgeșUniversitateaJiulBacăuFlacăraOltBucureștiEchipele din București: · Dinamo · Sportul · Steaua · VictoriaDivizia A 1989-1990 (România) DinamoSteauaSportulVictoria Locația echipelor din București. | UniversitateaPetrolulPolitehnicaInterBrașovCorvinulFarulBihorArgeșUniversitateaJiulBacăuFlacăraOltBucureștiEchipele din București: · Dinamo · Sportul · Steaua · VictoriaDivizia A 1989-1990 (România) DinamoSteauaSportulVictoria Locația echipelor din București. | Sportul Studențesc      |
| Farul              | UniversitateaPetrolulPolitehnicaInterBrașovCorvinulFarulBihorArgeșUniversitateaJiulBacăuFlacăraOltBucureștiEchipele din București: · Dinamo · Sportul · Steaua · VictoriaDivizia A 1989-1990 (România) DinamoSteauaSportulVictoria Locația echipelor din București. | UniversitateaPetrolulPolitehnicaInterBrașovCorvinulFarulBihorArgeșUniversitateaJiulBacăuFlacăraOltBucureștiEchipele din București: · Dinamo · Sportul · Steaua · VictoriaDivizia A 1989-1990 (România) DinamoSteauaSportulVictoria Locația echipelor din București. | Regie                   |
| Capacitate: 15.520 | UniversitateaPetrolulPolitehnicaInterBrașovCorvinulFarulBihorArgeșUniversitateaJiulBacăuFlacăraOltBucureștiEchipele din București: · Dinamo · Sportul · Steaua · VictoriaDivizia A 1989-1990 (România) DinamoSteauaSportulVictoria Locația echipelor din București. | UniversitateaPetrolulPolitehnicaInterBrașovCorvinulFarulBihorArgeșUniversitateaJiulBacăuFlacăraOltBucureștiEchipele din București: · Dinamo · Sportul · Steaua · VictoriaDivizia A 1989-1990 (România) DinamoSteauaSportulVictoria Locația echipelor din București. | Capacitate: 15.000      |
|                    | UniversitateaPetrolulPolitehnicaInterBrașovCorvinulFarulBihorArgeșUniversitateaJiulBacăuFlacăraOltBucureștiEchipele din București: · Dinamo · Sportul · Steaua · VictoriaDivizia A 1989-1990 (România) DinamoSteauaSportulVictoria Locația echipelor din București. | UniversitateaPetrolulPolitehnicaInterBrașovCorvinulFarulBihorArgeșUniversitateaJiulBacăuFlacăraOltBucureștiEchipele din București: · Dinamo · Sportul · Steaua · VictoriaDivizia A 1989-1990 (România) DinamoSteauaSportulVictoria Locația echipelor din București. |                         |
| SC Bacău           | UniversitateaPetrolulPolitehnicaInterBrașovCorvinulFarulBihorArgeșUniversitateaJiulBacăuFlacăraOltBucureștiEchipele din București: · Dinamo · Sportul · Steaua · VictoriaDivizia A 1989-1990 (România) DinamoSteauaSportulVictoria Locația echipelor din București. | UniversitateaPetrolulPolitehnicaInterBrașovCorvinulFarulBihorArgeșUniversitateaJiulBacăuFlacăraOltBucureștiEchipele din București: · Dinamo · Sportul · Steaua · VictoriaDivizia A 1989-1990 (România) DinamoSteauaSportulVictoria Locația echipelor din București. | FCM Brașov              |
| Municipal          | UniversitateaPetrolulPolitehnicaInterBrașovCorvinulFarulBihorArgeșUniversitateaJiulBacăuFlacăraOltBucureștiEchipele din București: · Dinamo · Sportul · Steaua · VictoriaDivizia A 1989-1990 (România) DinamoSteauaSportulVictoria Locația echipelor din București. | UniversitateaPetrolulPolitehnicaInterBrașovCorvinulFarulBihorArgeșUniversitateaJiulBacăuFlacăraOltBucureștiEchipele din București: · Dinamo · Sportul · Steaua · VictoriaDivizia A 1989-1990 (România) DinamoSteauaSportulVictoria Locația echipelor din București. | Tineretului             |
| Capacitate: 17.500 | UniversitateaPetrolulPolitehnicaInterBrașovCorvinulFarulBihorArgeșUniversitateaJiulBacăuFlacăraOltBucureștiEchipele din București: · Dinamo · Sportul · Steaua · VictoriaDivizia A 1989-1990 (România) DinamoSteauaSportulVictoria Locația echipelor din București. | UniversitateaPetrolulPolitehnicaInterBrașovCorvinulFarulBihorArgeșUniversitateaJiulBacăuFlacăraOltBucureștiEchipele din București: · Dinamo · Sportul · Steaua · VictoriaDivizia A 1989-1990 (România) DinamoSteauaSportulVictoria Locația echipelor din București. | Capacitate: 10.000      |
|                    | UniversitateaPetrolulPolitehnicaInterBrașovCorvinulFarulBihorArgeșUniversitateaJiulBacăuFlacăraOltBucureștiEchipele din București: · Dinamo · Sportul · Steaua · VictoriaDivizia A 1989-1990 (România) DinamoSteauaSportulVictoria Locația echipelor din București. | UniversitateaPetrolulPolitehnicaInterBrașovCorvinulFarulBihorArgeșUniversitateaJiulBacăuFlacăraOltBucureștiEchipele din București: · Dinamo · Sportul · Steaua · VictoriaDivizia A 1989-1990 (România) DinamoSteauaSportulVictoria Locația echipelor din București. |                         |
| Victoria București | Bihor Oradea | Inter Sibiu | Corvinul Hunedoara      |
| Victoria           | Municipal (Oradea) | Inter | Corvinul                |
| Capacitate: 2.888  | Capacitate: 22.500 | Capacitate: 14.200 | Capacitate: 17.500      |
|                    | | |                         |

## Clasament
| Loc | Echipă                | Pct. | MJ | V  | E | Î  | GM | GP | DG  | Calificare sau retrogradare                       |
| --- | --------------------- | ---- | -- | -- | - | -- | -- | -- | --- | ------------------------------------------------- |
| 1.  | Dinamo București (C)  | 57   | 34 | 26 | 5 | 3  | 96 | 23 | +73 | Cupa Campionilor 1990-91 Prima rundă              |
| 2.  | Steaua București      | 56   | 34 | 26 | 4 | 4  | 89 | 30 | +59 | Cupa Cupelor 1990-91 Prima rundă                  |
| 3.  | Universitatea Craiova | 44   | 34 | 19 | 6 | 9  | 56 | 27 | +29 | Cupa UEFA 1990-91 Prima rundă                     |
| 4.  | Politehnica Timișoara | 41   | 34 | 17 | 7 | 10 | 65 | 40 | +25 | Cupa UEFA 1990-91 Prima rundă                     |
| 5.  | Petrolul Ploiești     | 41   | 34 | 17 | 7 | 10 | 56 | 40 | +16 | Cupa UEFA 1990-91 Prima rundă Cupa Intertoto 1990 |
| 6.  | Inter Sibiu           | 36   | 34 | 16 | 4 | 14 | 52 | 42 | +10 | Cupa Balcanică 1990-91                            |
| 7.  | FCM Brașov            | 35   | 34 | 13 | 9 | 12 | 42 | 57 | −15 |                                                   |
| 8.  | Corvinul              | 32   | 34 | 14 | 4 | 16 | 37 | 56 | −19 |                                                   |
| 9.  | Farul                 | 31   | 34 | 11 | 9 | 14 | 54 | 54 | 0   |                                                   |
| 10. | FC Bihor              | 30   | 34 | 13 | 4 | 17 | 61 | 61 | 0   |                                                   |
| 11. | Sportul Studențesc    | 30   | 34 | 12 | 6 | 16 | 43 | 57 | −14 | Cupa Intertoto 1990                               |
| 12. | Argeș Pitești         | 29   | 34 | 13 | 3 | 18 | 38 | 45 | −7  |                                                   |
| 13. | SC Bacău              | 29   | 34 | 12 | 5 | 17 | 43 | 56 | −13 |                                                   |
| 14. | Jiul Petroșani        | 29   | 34 | 12 | 5 | 17 | 41 | 54 | −13 |                                                   |
| 15. | Universitatea Cluj    | 29   | 34 | 10 | 9 | 15 | 40 | 60 | −20 |                                                   |
| 16. | Moreni (R)            | 28   | 34 | 10 | 8 | 16 | 37 | 48 | −11 | Retrogradare în Divizia B 1990-1991               |
| 17. | Victoria (X)          | 21   | 33 | 8  | 5 | 20 | 24 | 64 | −40 | Echipe excluse după revoluție                     |
| 18. | Scornicești (X)       | 12   | 33 | 4  | 4 | 25 | 16 | 76 | −60 | Echipe excluse după revoluție                     |

1. 1 2  Victoria București, echipa miliției, și FC Olt Scornicești, echipa susținută de dictatorul Nicolae Ceaușescu, au fost excluse din campionat după revoluție, în ianuarie 1990 și, drept urmare, au pierdut toate meciurile rămase la masa verde (0-3).

### Pozițiile pe etapă
| Etapă/ Echipă                | 1                  | 2  | 3  | 4  | 5  | 6  | 7  | 8  | 9  | 10 | 11 | 12 | 13 | 14 | 15 | 16 | 17 | 18 | 19 | 20 | 21 | 22 | 23 | 24 | 25 | 26 | 27 | 28 | 29 | 30 | 31 | 32 | 33 | 34 |   |
| ---------------------------- | ------------------ | -- | -- | -- | -- | -- | -- | -- | -- | -- | -- | -- | -- | -- | -- | -- | -- | -- | -- | -- | -- | -- | -- | -- | -- | -- | -- | -- | -- | -- | -- | -- | -- | -- | - |
| Etapă/ Echipă                | Corvinul Hunedoara | 5  | 11 | 7  | 10 | 11 | 13 | 9  | 11 | 13 | 15 | 13 | 14 | 15 | 14 | 14 | 13 | 16 | 16 | 13 | 13 | 13 | 13 | 15 | 17 | 16 | 17 | 16 | 16 | 14 | 14 | 14 | 12 | 11 | 8 |
| Flacăra Moreni               | 18                 | 18 | 16 | 14 | 15 | 12 | 13 | 10 | 12 | 13 | 15 | 12 | 12 | 12 | 11 | 12 | 11 | 12 | 12 | 12 | 12 | 12 | 12 | 11 | 11 | 11 | 11 | 11 | 10 | 11 | 11 | 13 | 13 | 16 |   |
| Dinamo București             | 3                  | 1  | 1  | 1  | 1  | 1  | 1  | 1  | 1  | 1  | 1  | 1  | 1  | 1  | 1  | 1  | 1  | 1  | 1  | 1  | 1  | 1  | 2  | 2  | 1  | 1  | 1  | 1  | 1  | 2  | 1  | 1  | 1  | 1  |   |
| Argeș Pitești                | 16                 | 17 | 18 | 18 | 18 | 18 | 18 | 16 | 18 | 18 | 18 | 18 | 18 | 17 | 18 | 17 | 18 | 18 | 16 | 14 | 15 | 14 | 17 | 15 | 17 | 14 | 12 | 17 | 13 | 13 | 15 | 14 | 14 | 12 |   |
| Bacău                        | 12                 | 13 | 10 | 13 | 12 | 14 | 11 | 13 | 9  | 12 | 14 | 15 | 17 | 18 | 17 | 15 | 12 | 14 | 15 | 16 | 14 | 16 | 13 | 13 | 15 | 16 | 13 | 15 | 15 | 15 | 13 | 15 | 16 | 13 |   |
| Bihor Oradea                 | 4                  | 2  | 5  | 3  | 6  | 4  | 5  | 3  | 3  | 4  | 5  | 4  | 5  | 7  | 5  | 7  | 5  | 8  | 8  | 9  | 10 | 9  | 8  | 7  | 7  | 8  | 7  | 7  | 7  | 8  | 7  | 8  | 9  | 10 |   |
| Brașov                       | 11                 | 7  | 4  | 7  | 5  | 6  | 7  | 8  | 7  | 8  | 7  | 8  | 8  | 8  | 9  | 8  | 8  | 7  | 6  | 5  | 4  | 5  | 5  | 4  | 4  | 4  | 4  | 4  | 4  | 4  | 6  | 6  | 6  | 7  |   |
| Farul Constanța              | 9                  | 6  | 8  | 5  | 8  | 9  | 12 | 12 | 14 | 9  | 10 | 9  | 9  | 9  | 7  | 9  | 9  | 9  | 10 | 11 | 11 | 11 | 11 | 9  | 9  | 9  | 9  | 9  | 11 | 10 | 8  | 9  | 8  | 9  |   |
| Victoria București           | 10                 | 12 | 15 | 12 | 7  | 7  | 4  | 5  | 6  | 6  | 4  | 6  | 4  | 4  | 4  | 4  | 4  | 4  | 5  | 6  | 9  | 6  | 10 | 12 | 12 | 12 | 14 | 12 | 17 | 17 | 17 | 17 | 17 | 17 |   |
| Inter Sibiu                  | 1                  | 10 | 6  | 9  | 13 | 8  | 8  | 6  | 8  | 7  | 9  | 7  | 7  | 5  | 6  | 5  | 6  | 5  | 4  | 7  | 7  | 7  | 9  | 10 | 10 | 10 | 10 | 10 | 9  | 9  | 9  | 7  | 7  | 6  |   |
| Jiul Petroșani               | 8                  | 15 | 11 | 15 | 10 | 11 | 14 | 15 | 11 | 14 | 12 | 13 | 11 | 11 | 13 | 11 | 15 | 15 | 17 | 17 | 17 | 17 | 14 | 16 | 14 | 15 | 17 | 14 | 16 | 16 | 16 | 16 | 15 | 14 |   |
| Petrolul Ploiești            | 6                  | 3  | 2  | 4  | 3  | 5  | 6  | 7  | 5  | 5  | 6  | 5  | 6  | 6  | 8  | 6  | 7  | 6  | 7  | 4  | 5  | 4  | 4  | 5  | 5  | 5  | 5  | 5  | 5  | 5  | 4  | 4  | 5  | 5  |   |
| Politehnica Timișoara        | 13                 | 16 | 14 | 11 | 14 | 16 | 15 | 17 | 16 | 17 | 17 | 17 | 16 | 16 | 15 | 10 | 10 | 10 | 9  | 10 | 8  | 10 | 6  | 6  | 6  | 7  | 6  | 6  | 6  | 6  | 5  | 5  | 4  | 4  |   |
| Olt Scornicești              | 15                 | 9  | 13 | 8  | 9  | 10 | 10 | 9  | 10 | 10 | 11 | 11 | 14 | 15 | 12 | 16 | 17 | 17 | 18 | 18 | 18 | 18 | 18 | 18 | 18 | 18 | 18 | 18 | 18 | 18 | 18 | 18 | 18 | 18 |   |
| Sportul Studențesc București | 14                 | 8  | 12 | 16 | 16 | 17 | 17 | 18 | 15 | 11 | 8  | 10 | 10 | 10 | 10 | 14 | 13 | 11 | 11 | 8  | 6  | 8  | 7  | 8  | 8  | 6  | 8  | 8  | 8  | 7  | 10 | 10 | 10 | 11 |   |
| Steaua București             | 2                  | 4  | 9  | 6  | 4  | 3  | 2  | 2  | 2  | 2  | 2  | 2  | 2  | 2  | 2  | 2  | 2  | 2  | 2  | 2  | 2  | 2  | 1  | 1  | 2  | 2  | 2  | 2  | 2  | 1  | 2  | 2  | 2  | 2  |   |
| Universitatea Cluj           | 17                 | 14 | 17 | 17 | 17 | 15 | 16 | 14 | 17 | 16 | 16 | 16 | 13 | 13 | 16 | 18 | 14 | 13 | 14 | 15 | 17 | 15 | 16 | 14 | 13 | 13 | 15 | 13 | 12 | 12 | 12 | 11 | 12 | 15 |   |
| Universitatea Craiova        | 7                  | 5  | 3  | 2  | 2  | 2  | 3  | 4  | 4  | 3  | 3  | 3  | 3  | 3  | 3  | 3  | 3  | 3  | 3  | 3  | 3  | 3  | 3  | 3  | 3  | 3  | 3  | 3  | 3  | 3  | 3  | 3  | 3  | 3  |   |

| Câștigătorii Diviziei A, ediția 1989/1989 |
| ----------------------------------------- |
| \| Dinamo București Al 13-lea Titlu       |

## Rezultate
| Acasă \ Deplasare     | DIN | STE | UCV | PET | TIM | ISB | BRA | COR | FAR | BIH | SPO | ARG | UCL | JIU | BAC | FLA | VIC | OLT |
| --------------------- | --- | --- | --- | --- | --- | --- | --- | --- | --- | --- | --- | --- | --- | --- | --- | --- | --- | --- |
| Dinamo București      | —   | 2-2 | 5-3 | 3-0 | 5-0 | 6-1 | 4-0 | 3-0 | 4-1 | 6-1 | 3-2 | 2-0 | 6-1 | 3-0 | 7-1 | 2-1 | 3-0 | 4-0 |
| Steaua București      | 0-3 | —   | 1-2 | 3-0 | 2-0 | 5-0 | 1-1 | 4-0 | 5-3 | 6-4 | 3-0 | 2-1 | 6-0 | 5-0 | 4-2 | 3-0 | 4-2 | 3-0 |
| Universitatea Craiova | 1-0 | 2-0 | —   | 0-1 | 2-0 | 0-0 | 4-0 | 4-0 | 2-0 | 4-1 | 3-0 | 3-0 | 2-1 | 2-0 | 3-1 | 2-0 | 3-0 | 3-0 |
| Petrolul Ploiești     | 0-1 | 4-2 | 1-0 | —   | 4-0 | 2-2 | 6-1 | 1-0 | 5-0 | 1-2 | 5-1 | 5-1 | 4-1 | 4-0 | 2-0 | 0-0 | 0-0 | 3-0 |
| Politehnica Timișoara | 1-1 | 0-1 | 2-1 | 1-1 | —   | 1-0 | 0-0 | 6-0 | 1-0 | 3-0 | 2-0 | 3-0 | 3-0 | 1-0 | 3-0 | 2-2 | 3-0 | 1-0 |
| Inter Sibiu           | 1-0 | 0-1 | 1-0 | 0-1 | 3-1 | —   | 4-1 | 2-1 | 1-1 | 2-1 | 3-0 | 3-0 | 4-1 | 2-0 | 3-0 | 5-1 | 3-0 | 5-0 |
| FCM Brașov            | 2-2 | 0-3 | 1-0 | 0-0 | 2-3 | 3-2 | —   | 0-1 | 3-2 | 1-0 | 1-0 | 1-0 | 4-0 | 2-0 | 2-1 | 3-0 | 1-0 | 1-1 |
| Corvinul Hunedoara    | 1-0 | 0-4 | 2-0 | 3-1 | 2-0 | 1-0 | 2-2 | —   | 3-1 | 2-0 | 2-1 | 2-1 | 0-0 | 1-1 | 1-0 | 0-0 | 3-0 | 1-0 |
| Farul Constanța       | 0-3 | 0-1 | 1-1 | 3-2 | 1-1 | 2-0 | 2-2 | 2-0 | —   | 4-1 | 2-1 | 3-1 | 4-0 | 2-0 | 2-2 | 4-1 | 3-0 | 3-0 |
| FC Bihor Oradea       | 0-2 | 1-2 | 2-2 | 1-2 | 1-0 | 1-0 | 6-0 | 4-0 | 3-2 | —   | 4-1 | 2-1 | 0-0 | 5-1 | 5-3 | 2-0 | 3-0 | 3-0 |
| Sportul Studențesc    | 1-1 | 0-5 | 2-0 | 2-2 | 3-3 | 1-2 | 2-0 | 2-1 | 0-0 | 2-2 | —   | 0-0 | 1-0 | 3-0 | 2-1 | 1-3 | 0-1 | 3-2 |
| Argeș Pitești         | 0-2 | 0-1 | 1-0 | 1-0 | 3-3 | 1-0 | 4-0 | 1-0 | 1-0 | 2-1 | 1-2 | —   | 1-0 | 3-0 | 1-0 | 2-0 | 0-1 | 3-0 |
| Universitatea Cluj    | 0-1 | 1-1 | 1-1 | 2-4 | 1-2 | 0-0 | 0-0 | 3-1 | 3-2 | 2-1 | 2-0 | 4-3 | —   | 1-0 | 3-0 | 2-2 | 0-0 | 3-0 |
| Jiul Petroșani        | 0-2 | 2-2 | 1-1 | 2-1 | 4-0 | 3-0 | 3-1 | 5-3 | 1-1 | 2-1 | 1-2 | 1-0 | 2-1 | —   | 3-0 | 2-0 | 0-0 | 3-0 |
| SC Bacău              | 1-1 | 0-1 | 1-2 | 0-1 | 4-1 | 1-0 | 0-0 | 3-0 | 2-0 | 1-0 | 2-1 | 2-1 | 4-2 | 2-1 | —   | 1-0 | 3-0 | 0-0 |
| Flacăra Moreni        | 1-2 | 0-2 | 0-1 | 0-0 | 0-2 | 1-0 | 4-1 | 3-1 | 2-1 | 2-2 | 0-1 | 0-0 | 1-1 | 1-0 | 2-0 | —   | 3-0 | 2-0 |
| Victoria București    | 1-4 | 0-3 | 0-1 | 0-3 | 1-0 | 5-0 | 0-3 | 2-0 | 1-1 | 3-0 | 0-3 | 0-3 | 0-3 | 0-3 | 2-2 | 3-2 | —   | N/A |
| FC Olt Scornicești    | 0-3 | 0-1 | 1-1 | 4-3 | 0-3 | 0-3 | 0-3 | 0-3 | 1-1 | 2-1 | 0-3 | 2-1 | 0-1 | 2-0 | 0-3 | 0-3 | 1-2 | —   |

## Golgheteri
- Gavril Balint - Steaua București - 19
- Marian Popa - Farul Constanța - 15
- Claudiu Vaișcovici - Dinamo București - 14
- Florin Răducioiu - Dinamo București - 14
- Ovidiu Lazăr - Bihor Oradea - 12
- Gheorghe Hagi - Steaua București - 10
- Romulus Gabor - Corvinul Hunedoara - 10
- Dan Petrescu - Steaua București - 9
- Dorin Mateuț - Dinamo București - 9
- Ion Timofte - Politehnica Timișoara - 9
- Pavel Badea - Universitatea Craiova - 8
- Ioan Marcu - Flacăra Moreni - 8
- Costel Lazăr - Petrolul Ploiești - 8
- Daniel Timofte - Dinamo București - 8
- Horațiu Lasconi - Jiul Petroșani - 8
- Mihail Majearu - Inter Sibiu - 8
- Marius Cheregi - Bihor Oradea - 7
- Eugen Neagoe - Universitatea Craiova - 7
- Gheorghe Popescu - Universitatea Craiova - 7
- Ilie Dumitrescu - Steaua București - 7
- Ovidiu Hanganu - Victoria București/Corvinul Hunedoara - 5
- Ovidiu Sabău - Dinamo București - 5
- Ștefan Stoica - Universitatea Craiova - 5
- Sorin Vlaicu - Politehnica Timișoara - 5
- Anton Weissenbacher - Bihor Oradea - 5
- Ioan Petcu - Corvinul Hunedoara - 5